# Ann C. Crispinová
Ann Carol Crispin (5. dubna 1950 Stamford, Connecticut – 6. září 2013 Waldorf, Maryland) byla americká spisovatelka zaměřená na sci-fi literaturu, zejména knihy o Star Treku a Star Wars. Publikovala přes 20 novel a románů.
Psala od roku 1983. Vytvořila knižní sérii StarBridge a napsala několik knih týkající se fiktivních světů Star Trek a Star Wars.

## Dílo

### Star Trek
- Syn včerejška (Yesterday's Son; 1983)
- Čas pro včerejšek (Time for Yesterday; 1988)
- Oči vidoucích (The Eyes of the Beholders; 1990)
- Sarek (1994)
- Enter the Wolves (2001, komiks)

### Trilogie o Hanu Solovi
1. Star Wars - Léčka v ráji
2. Star Wars - Huttský gambit
3. Star Wars - Úsvit rebelů